# 新宿スバルビル
新宿スバルビル（しんじゅくスバルビル）は、かつて東京都新宿区西新宿一丁目に所在した建築物である。1966年に竣工し、富士重工業（現：SUBARU）が本社を置いていたが、2014年8月に渋谷区恵比寿のエビススバルビル（新）に移転した。2018年8月より解体工事が始まり、翌2019年5月に完了した。

## 歴史
1953年7月に設立された富士重工業は、新宿区角筈2丁目73番地（新宿スバルビルと同位置）の「東富士ビル」に本社を置いた。翌1954年には関連会社を統合し、本社機能を千代田区丸の内の内外ビルに移した。1964年には東富士ビルを解体し、同位置に新本社ビルを着工。1966年1月に新宿スバルビルが完成し、本社機能を移転した。
新宿駅西口の正面に位置し、1階には新型車両を展示するショールームを開設。付近の街路は観光バスの発着場としても使われ、2011年3月の東日本大震災では帰宅困難者を受け入れた。
2010年8月に富士重工業は、本ビルを小田急電鉄に340億円で売却する契約を締結した（引き渡しは2011年4月）。本社はその後約3年間、賃貸契約で入居していたが、2014年8月18日に、渋谷区恵比寿に完成したエビススバルビル（新）に移転した。これに先立つ同8月15・16の両日、本社を新宿エリアに48年間にわたり置いていたことに感謝を込め、富士重工業が空室となったフロアの窓に内側から映像を映す「リアプロジェクションマッピング」を行った。
富士重工業本社の退去後も名称は「新宿スバルビル」のまま変わらず、屋上には引き続きSUBARUの看板が掲出されていた。また、みずほ銀行新宿西口支店（旧・第一勧業銀行店舗。前身の第一銀行時代から入居）やクスリの龍生堂薬局スバルビル調剤店、地下飲食店街も営業を続けていたが、2016年に入るとみずほ銀行新宿西口支店は新宿センタービル地下にある同行の新宿新都心支店内にブランチインブランチとなる形で移転し、クスリの龍生堂薬局スバルビル調剤店も閉店した。みずほ銀行とクスリの龍生堂薬局は新宿スバルビルからの退去理由について「自己都合ではなく、あくまでビルオーナー（小田急電鉄）の都合によるものである。」と発表している。
地下飲食店街は、地下2階にあったマクドナルド新宿スバルビル店を除き全てのテナントが閉店し、小田急百貨店本館や小田急ハルクなどとともに再開発が検討されることとなった。2018年7月21日をもって、最後のテナントとなったマクドナルド新宿スバルビル店が閉店。同年8月からビルの地上部のみが解体工事に入った。
帰趨が注目されている「新宿の目」の位置する地下部の今後については、所有者となった小田急電鉄は「新宿の目を解体するか残すのかも含めて、これから検討していきます」と、J-CASTニュースの取材に対し回答していた。
2019年5月に地上部解体工事は完了した。跡地は都の「新宿の拠点再整備方針」対象エリアのため、整備事業着手までの暫定利用として同年8月22日に「SHINJUKU ODAKYU PARK」がオープンした。
なお、将来の西口再開発完成予想図でのビル跡地は自動車用の地下へ連絡するロータリーとなって描かれているためビルとして再開発される可能性は極めて低くなった。また、予定通り再開発が進められた場合、以上のことから新宿の目は残す場合も一旦は現在地からの撤去が必要不可欠となる。